# Серапрета (Авелино)
Серапрета је насеље у Италији у округу Авелино, региону Кампанија.
Према процени из 2011. у насељу је живело 66 становника. Насеље се налази на надморској висини од 425 м.